# Distrito de Limoges
El distrito de Limoges es un distrito (en francés: arrondissement) de Francia, que se localiza en el departamento de Alto Vienne (en francés: Haute-Vienne), de la región de Nueva Aquitania. Su capital, y prefectura del departamento, es la ciudad de Limoges.

## Historia
Cuando el departamento de Alto Vienne fue creado en 1790, el distrito de Limoges fue uno de los distritos creados originalmente.

## Geografía
El distrito de Limoges se encuentra en el sur del departamento de Alto Vienne. Limita al norte con el distrito de Bellac, al este con el departamento de Creuse, al sur con el departamento de Corrèze, al suroeste con el departamento de Dordoña y al oeste con el distrito de Rochechouart.
El distrito Limoges es el mayor distrito del departamento, tanto en superficie (2944,8 km²) como en población (298 578 habitantes). Tiene una densidad de población de 101,39 habitantes/km².

## División territorial

### Cantones
Luego de la reorganización de los cantones en Francia, los cantones dejaron de ser subdivisiones de los distritos por lo que podrían tener comunas que pertenecieran a distritos diferentes.
Los cantones del distrito de Limoges, y sus códigos, son:
1. Aixe-sur-Vienne (8701)
2. Ambazac (8702)
3. Condat-sur-Vienne (8705)
4. Couzeix (8706)
5. Eymoutiers (8707)
6. Limoges-1 (8708)
7. Limoges-2 (8709)
8. Limoges-3 (8710)
9. Limoges-4 (8711)
10. Limoges-5 (8712)
11. Limoges-6 (8713)
12. Limoges-7 (8714)
13. Limoges-8 (8715)
14. Limoges-9 (8716)
15. Panazol (8717)
16. Saint-Léonard-de-Noblat (8720)
17. Saint-Yrieix-la-Perche (8721)

### Comunas
Las comunas, con sus códigos, del distrito de Bellac son:
1. Aixe-sur-Vienne (87001)
2. Ambazac (87002)
3. Augne (87004)
4. Aureil (87005)
5. Beaumont-du-Lac (87009)
6. Bersac-sur-Rivalier (87013)
7. Beynac (87015)
8. Boisseuil (87019)
9. Bonnac-la-Côte (87020)
10. Bosmie-l'Aiguille (87021)
11. Bujaleuf (87024)
12. Burgnac (87025)
13. Bussière-Galant (87027)
14. Châlus (87032)
15. Champnétery (87035)
16. Chaptelat (87038)
17. Cheissoux (87043)
18. Château-Chervix (87039)
19. Châteauneuf-la-Forêt (87040)
20. Condat-sur-Vienne (87048)
21. Coussac-Bonneval (87049)
22. Couzeix (87050)
23. Domps (87058)
24. Eybouleuf (87062)
25. Eyjeaux (87063)
26. Eymoutiers (87064)
27. Feytiat (87065)
28. Flavignac (87066)
29. Glandon (87071)
30. Glanges (87072)
31. Isle (87075)
32. Jabreilles-les-Bordes (87076)
33. Janailhac (87077)
34. Jourgnac (87081)
35. La Croisille-sur-Briance (87051)
36. La Geneytouse (87070)
37. La Jonchère-Saint-Maurice (87079)
38. La Meyze (87096)
39. La Porcherie (87120)
40. La Roche-l'Abeille (87127)
41. Ladignac-le-Long (87082)
42. Laurière (87083)
43. Lavignac (87084)
44. Le Chalard (87031)
45. Le Châtenet-en-Dognon (87042)
46. Le Palais-sur-Vienne (87113)
47. Les Billanges (87016)
48. Les Cars (87029)
49. Limoges (87085)
50. Linards (87086)
51. Magnac-Bourg (87088)
52. Masléon (87093)
53. Meilhac (87094)
54. Meuzac (87095)
55. Moissannes (87099)
56. Nedde (87104)
57. Neuvic-Entier (87105)
58. Nexon (87106)
59. Nieul (87107)
60. Pageas (87112)
61. Panazol (87114)
62. Peyrat-le-Château (87117)
63. Peyrilhac (87118)
64. Pierre-Buffière (87119)
65. Rempnat (87123)
66. Rilhac-Lastours (87124)
67. Rilhac-Rancon (87125)
68. Royères (87129)
69. Roziers-Saint-Georges (87130)
70. Saint-Amand-le-Petit (87132)
71. Saint-Bonnet-Briance (87138)
72. Saint-Denis-des-Murs (87142)
73. Saint-Gence (87143)
74. Saint-Genest-sur-Roselle (87144)
75. Saint-Germain-les-Belles (87146)
76. Saint-Gilles-les-Forêts (87147)
77. Saint-Hilaire-Bonneval (87148)
78. Saint-Hilaire-les-Places (87150)
79. Saint-Jean-Ligoure (87151)
80. Saint-Jouvent (87152)
81. Saint-Julien-le-Petit (87153)
82. Saint-Just-le-Martel (87156)
83. Saint-Laurent-les-Églises (87157)
84. Saint-Léger-la-Montagne (87159)
85. Saint-Léonard-de-Noblat (87161)
86. Saint-Martin-Terressus (87167)
87. Saint-Martin-le-Vieux (87166)
88. Saint-Maurice-les-Brousses (87169)
89. Saint-Méard (87170)
90. Saint-Paul (87174)
91. Saint-Priest-Ligoure (87176)
92. Saint-Priest-Taurion (87178)
93. Saint-Priest-sous-Aixe (87177)
94. Saint-Sulpice-Laurière (87181)
95. Saint-Sylvestre (87183)
96. Saint-Vitte-sur-Briance (87186)
97. Saint-Yrieix-la-Perche (87187)
98. Saint-Yrieix-sous-Aixe (87188)
99. Sainte-Anne-Saint-Priest (87134)
100. Sauviat-sur-Vige (87190)
101. Solignac (87192)
102. Surdoux (87193)
103. Sussac (87194)
104. Séreilhac (87191)
105. Verneuil-sur-Vienne (87201)
106. Veyrac (87202)
107. Vicq-sur-Breuilh (87203)
108. Le Vigen (87205)